# 7月22日 (映画)
『7月22日』（7がつ22にち、22 July）は、2018年のノルウェー・アイスランド・アメリカ合衆国のドラマ映画。ポール・グリーングラス監督・脚本・製作。2011年のノルウェー連続テロ事件の余波を描いている。
Netflixにより2018年10月10日に配信された。

## キャスト
※括弧内は日本語吹替
- アンネシュ・ベーリング・ブレイビク - アンデルシュ・ダニエルセン・リー（英語版）[2]（中村章吾）
- ゲイル・リッペスタッド（英語版） - ヨン・オイガーデン[2]（佐々木睦）
- スヴェイン - ソルビョルン・ハール（英語版）（志村知幸）
- ヴィリャル - ジョナス・ストランド・グラヴリ（榎木淳弥）
- イェンス・ストルテンベルグ - オラ・G・フールセス（ノルウェー語版）（木下浩之）
- インガ・ベジャー・エンフ（英語版） - ウルリッケ・ハンセン・ドヴィゲン（英語版）
- トリエ - イサク・バクリ・アグレン（古田一紀）
- クリスティン（英語版） - マリア・ボック（ノルウェー語版）（魏涼子）
- ララ - セダ・ウィット（ノルウェー語版）（下田屋有依）
- その他の日本語吹き替え：衣鳩志野／山本留里佳／北田理道／伊沢磨紀／桜岡あつこ／庄司まり／佐々木薫／きそひろこ／加藤美佐／羽鳥佑／青木崇／吉田勝哉／鳥越まあや／松川裕輝／角田雄二郎／もりなつこ／丹羽正人／高橋沙耶香

日本語版スタッフ：演出：伊達康将、翻訳：徳田浩子、録音・調整：東北新社 新宿スタジオ、日本語版制作：(株)東北新社

## 公開
2018年10月10日よりNetflixで配信されている。